# Saison 4 de Diriliş: Ertuğrul
Chronologie
Saison 3 Saison 5
Cet article présente le guide de la quatrième saison de la série télévisée turque Diriliş: Ertuğrul.
La saison 3 et par conséquent la saison 4, ont été les deux seules saisons à être tournées à Nevşehir plutôt qu'à Riva (en).

## Distribution

### Acteurs principaux
- Engin Altan Düzyatan : Ertuğrul Bey
- Hülya Korel Darcan : Hayme Hatun
- Esra Bilgiç : Halime Hatun
- Cengiz Coşkun : Turgut Alp
- Nurettin Sönmez : Bamsı Beyrek
- Murat Garipağaoğlu : Emir Sa'd al-Din Köpek (en)
- Burak Hakkı : Sultan Alaeddin Kay Qubadh Ier
- Cemal Hünal : Tekfur Ares / Ahmet

### Acteurs récurrents
- Gülsim Ali : Aslıhan Hatun
- Burçin Abdullah : Hafsa Hatun
- Ayberk Pekcan : Artuk Bey
- Osman Soykut : Ibn Arabi
- Celal Al Nebioğlu : Abdurrahman Alp
- Edip Zeydan : Dumrul Alp
- Burak Demir : Hüsamettin Karaca
- Hasan Küçükçetin : Atabey Şemseddin Altun Aba
- Melih Özdoğan : Samsa Alp
- Sinem Uslu : Mahperi Hatun
- Ali Buhara Mete : Mergen
- Burak Dakak : Prince Kay Khusraw II
- Engin Öztürk : Günalp Bey
- Ergun Taş : Aziz
- Hakan Serim : Günküt Alp
- Batuhan Karacakaya : Dündar Bey
- Yaman Tumen : Gündüz Alp jeune
- Ertuğrul Postoğlu : Bahadir Bey
- Gürbey Ileri : Sancar Bey
- Beyzanur Mete : Alçiçek Hatun
- Ogün Kaptanoglu : Titan
- Hakan Onat : Commandant Angelos
- Barış Bağcı : Bayju Noyan
- Gönül Nagiyeva : Alangoya / Almıla Hatun
- Merve Kızıl : Eftelya / Esma Hatun
- Orhan Kiliç : Atsız Bey

### Invités
- Serdar Gökhan : Suleyman Shah

## Résumé de la saison
On pense qu'Ertuğrul est mort alors que la vérité est qu'il est en fait capturé par des marchands d'esclaves. Pendant ce temps, l'émir Sa'd al-Din Köpek (en) convainc Dündar Bey, le frère d'Ertuğrul et le nouveau Bey des Kayı, de vendre Hanlı Pazar et de retourner dans la tribu de Gündoğdu Bey mais est arrêté au retour d'Ertuğrul et est immédiatement banni. Après l'enlèvement du fils d'Ertuğrul, Gündüz Alp, Ertuğrul déclare la guerre à Karacahisar et réussit à le conquérir. À la suite de la capture d'Ares, Ertuğrul l'emmène chez le sultan et lui dit d'avouer au sultan les méfaits de Saadettin Köpek. Le plan fonctionne presque mais Köpek est sauvé par l'épouse du sultan, Mahperi Hatun et conduit à un événement transformant Ares, tué plus tard par Noyan, en musulman. Peu de temps après, le sultan est tué et l'augmentation du pouvoir de Köpek dans le palais crée des problèmes pour le nouveau sultan, Kay Khusraw II. Gıyaseddin s'allie à Ertuğrul et avec l'aide de Hüsamettin Karaca, Köpek est décapité. Après cela, Ertuğrul fait face au retour de Bayju Noyan mais réussit à le vaincre lui et sa sœur sournoise, Alangoya, qui a tenté de tuer le fils d'Ertuğrul, Osman, né le même jour que la mort de sa mère. Noyan se prépare pour une bataille, historiquement connue sous le nom de bataille de Köse Dağ et les Kayı déménagent à Söğüt.

## Épisodes
1. Menteur (Yalancı)[2]
2. Des esclaves (Köleler)[3]
3. Bey incompétent (Beceriksiz Bey)[4]
4. Heure de la résurrection Ertuğrul (Diriliş Ertuğrul Vakti)[5]
5. Réjouis-toi parce qu'il est vivant (Hayatta olduğu İçin Sevin)[6]
6. Titan (Titan)[7]
7. Mariage (Evlilik)[8]
8. Lâche (Ödlek)[9]
9. Discussion (Müzakere)[10]
10. Bon mauvais et Bahadır (İyi Kötü ve Bahadır)[11]
11. La fin d'un nouveau traître (Yeni Bir Hainin Sonu)[12]
12. Grande victoire (Büyük Zafer)[13]
13. Lois de Dieu, justice de Dieu (Allah'ın Kanunları, Allah'ın Adaleti)[14]
14. Nouveau numéro (Yeni Sorun)[15]
15. Chien cruel (Zalim Köpek)[16]
16. Ares et Saadettin (Ares ve Saadettin)[17]
17. Ahmet, pas Ares (Ahmet, Ares Değil)[18]
18. Une belle journée pour les cruels (Zalim İçin Güzel Bir Gün)[19]
19. Héros du palais (Saray Kahramanı)[20]
20. Erreur (Hata)[21]
21. Quelque chose ne va pas (Bir Şey Yanlış)[22]
22. Ah Aslıhan Ah (Ah Aslıhan Ah)[23]
23. Bons traîtres (İyi Hainler)[24]
24. La fin du chien (Köpeğin Sonu)[25]
25. Osman, le fils de Halime (Halime oğlu Osman)[26]
26. Nouveau numéro (Yeni Sorun)[27]
27. Mongols (Moğollar)[28]
28. Mère nourricière (Süt Anne)[29]
29. Pourparlers de paix (Barış Konuşmaları)[30]
30. Plans anatoliens (Anadolu Planları)[31]